# Kaap Pillar
Kaap Pillar (Engels: Cape Pillar) is een 300 meter hoge klif van doleriet op het Tasmanschiereiland in het Nationaal park Tasman op het Australische eiland Tasmanië. De kaap behoort tot de hoogste kliffen van Australië en is de zuidoostelijke punt van het Tasmanschiereiland. Op een halve kilometer afstand van de kaap ligt het 300 meter hoge Tasmaneiland.
Kaap Pillar is opgenomen in verschillende wandelroutes, waaronder de 68 kilometer lange wandelroute Three Capes Track, die ook langs Kaap Hauy en Kaap Raoul voert.